# Folkeskole
Die Folkeskole (aus dän. folk ≈ Volk und skole ≈ Schule) ist eine Schulform des Bildungssystems in Dänemark, deren Ursprung bis auf das Jahr 1814 reicht. Heute vereint sie die Vorschule, Grundschule und Sekundarschule I, wobei während der ganzen Schulzeit keine Selektion vorgenommen wird. Konkret gliedert sich die Folkeskole in ein Vorschuljahr, 9 Jahre Volksschule und ein freiwilliges 10. Schuljahr. Nach dem 9. und 10. Schuljahr findet eine Abschlussprüfung statt.
Da es sich um eine öffentliche Schule handelt, ist die Folkeskole kostenlos. In Dänemark haben die Eltern traditionell große Rechte. Neben der Folkeskole besteht die Möglichkeit, in einer privaten Schule beziehungsweise zu Hause unterrichtet zu werden.

## Historischer Hintergrund
Das erste Schulgesetz in Dänemark wurde 1814 erlassen. Zu dieser Zeit hatte die Kirche noch sehr großen Einfluss auf die Bildung. Die städtischen Schulen hatten ein höheres Bildungsniveau als die ländlichen.
- 1903 wurden die bis dahin unterschiedlichen Schultypen auf dem Land und in der Stadt zu gemeinsamen Schulen vereinheitlicht. Es entwickelten sich Grundschulen, Mittelschulen (Realschulen) und Gymnasien.
- Um weniger zu differenzieren, wurden im Jahr 1937 in den Mittelschulen keine Examen mehr durchgeführt. Dadurch hatten alle die Möglichkeit zu einer weiterführenden Ausbildung.
- In den 1970er Jahren wurden die Schulen vereinheitlicht – sie sollten keine Unterschiede im Bildungsniveau haben. Jedoch gab es innerhalb der Schulen zwei unterschiedliche Leistungsgruppen.
- Seit 1993 wird auf Leistungsgruppen verzichtet und stattdessen auf innere Differenzierung geachtet.
- Seit 2009 ist auch die Vorschulklasse verpflichtend.

Das dänische Schulsystem legte im Laufe der Zeit immer mehr Wert auf innere Differenzierung statt auf äußere.

## Übersicht des dänischen Schulsystems

### Vorschulerziehung
Es liegt in der Verantwortung der Gemeindebehörde, Kindern zwischen sechs Monaten und sechs Jahren Tagesstätten anzubieten. Neugeborene bis zweijährige Kinder werden zu 66 % in solchen Tagesstätten betreut und die Anzahl der 3–5-Jährigen beläuft sich gar auf 94 %. Solche Krippen haben die Verpflichtung ihre Institution folglich eines Erziehungsplanes zu führen, mit welchem soziale oder sprachliche Fertigkeiten der Kinder gefördert werden.

### Grund- und Hauptschule (Folkeskole)
Die ersten neun Grundschuljahre sowie der Kindergarten, in Dänemark 0. Stufe genannt, sind obligatorisch, wobei 81 % aller Schüler diese Ausbildung an der Folkeskole absolvieren. Weitere 13 % besuchen Privatschulen (selbstverwaltende Institutionen, die zu ungefähr 70 % vom Staat mitfinanziert werden) und nicht mehr als 4 % besuchen das Internat (Efterskole). Die Folkeskole bietet zusätzlich auch ein zehntes Schuljahr an, welches jedoch nicht obligatorisch ist. Trotzdem sind es mehr als 50 % der Studierenden, welche dieses zehnte Schuljahr absolvieren oder sich einer anderweitigen Fortbildung widmen.

## Die Unterrichtsfächer in der Folkeskole
| Geisteswissenschaften                                                                 | Kreative Fächer                                                                  | Naturwissenschaften                                | Drittsprache                          |
| ------------------------------------------------------------------------------------- | -------------------------------------------------------------------------------- | -------------------------------------------------- | ------------------------------------- |
| Dänisch (in allen Schulstufen)                                                        | Sport (in allen Schulstufen)                                                     | Mathematik (in allen Schulstufen)                  | Deutsch (7. – 9. Schulstufe) oder ... |
| Englisch (3. – 9. Schulstufe)                                                         | Musik (1. – 6. Schulstufe)                                                       | Naturwissenschaft/Technologie (1. – 6. Schulstufe) | Französisch (7. – 9. Schulstufe)      |
| Religion in allen Schulstufen, außer in dem Jahr, in dem die Konfirmation stattfindet | Bildnerische Erziehung (1. – 5. Schulstufe)                                      | Geografie (7. – 9. Schulstufe)                     |                                       |
| Geschichte (3. – 9. Schulstufe)                                                       | Werken und Hauswirtschaft für 1 oder mehrere Jahre zwischen 4. Und 7. Schulstufe | Biologie (7. – 9. Schulstufe)                      |                                       |
| Sozialkunde (8. und 9. Schulstufe)                                                    |                                                                                  | Physik / Chemie (7. – 9. Schulstufe)               |                                       |

Des Weiteren müssen auch folgende Erziehungsprogramme durchgeführt werden: Verkehrserziehung, Gesundheits- und Sexualerziehung, Familienerziehung sowie Berufsorientierung.
Dänisch als Zweitsprache:
- In Dänemark sind die Gemeindeverbände dafür zuständig bilingualen Kindern, die in Dänemark leben und Probleme mit der dänischen Sprache haben, ein Sprachtraining anzubieten. Für zweisprachige förderungsbedürftige Kinder, die nicht in Kindertageseinrichtungen (wie Kindergarten) sind, können pro Woche 15 Stunden Sprachförderung beansprucht werden. Die Sprachförderung sollte im August des Kalenderjahres, in dem das Kind 3 Jahre alt wird, beginnen.
- Für Kinder, die Tageseinrichtungen besuchen, wird der Umfang der Sprachförderung, abhängig vom vorhandenen Angebot in der Einrichtung festgelegt.
- Wenn Sachkundige einen Förderbedarf feststellen, ist es die Pflicht der Eltern dem Kind die Teilnahme zu ermöglichen.

## Ziele der Folkeskole
In Zusammenarbeit mit den Eltern vermittelt die Folkeskole den Lernenden Wissen, welches sie auf ihren späteren Bildungsweg vorbereitet. Die Folkeskole macht die Schüler mit der dänischen Kultur und Geschichte vertraut, vermittelt ihnen ein Verständnis von anderen Ländern und deren Sitten und zeigt ihnen den Zusammenhang zwischen dem Menschen und seiner Umwelt auf. Angestrebt wird eine ganzheitliche Entwicklung jedes einzelnen Lernenden. Die Folkeskole bereitet die Schüler auf ihre Rechte und Verpflichtungen in einer freien und demokratischen Gesellschaft vor. Jede Schule muss sicherstellen, dass die Qualität ihrer Ausbildung, den Zielen der Folkeskole entspricht. Die Schüler sowie die Eltern arbeiten mit der Schule zusammen, um diese Ziele zu erreichen.

## Differenzierung
Da es sich bei den Folkeskole-Klassen um (leistungs-)heterogene Lerngruppen handelt ist das Prinzip der Differenzierung des Unterrichts von großer Bedeutung, um allen Schülern eine bestmögliche Bildung zu gewährleisten. Das Prinzip der Differenzierung zielt darauf hin, die Qualitäten jedes einzelnen Lernenden zu stärken. Um dies zu ermöglichen, sollten die Aufgaben im Unterricht den Schülern angepasst werden.
Das Bildungsministerium hat verschiedene Standortbestimmungstests entwickelt, welche jeder Schüler zu einem vorgegebenen Zeitpunkt ablegen muss.
- Lesen  (Stufe 2, 4, 6 und 8)
- Mathematik (Stufe 3 und 6)
- Englisch (Stufe 7)
- Geographie, Biologie, und Physik/Chemie (Stufe 8)

Anhand von diesen Tests und den eigenen Beobachtungen der Lehrperson wird für jeden Schüler einen individuellen Lernzielplan zusammengestellt. Dieser hält Ziele und Aufgaben fest, die durch das Jahr hindurch erreicht werden sollen.
In der dänischen Folkeskole gibt es auch keine vorgeschriebenen Unterrichtsmaterialien bzw. Lehrwerke. Die Lehrer haben daher die Freiheit das Unterrichtsmaterial der Klasse entsprechend zu wählen. Eine weitere Form der Differenzierung ist die Teamarbeit. Es besteht die Möglichkeit, für kürzere Zeit Lernteams zu bilden, in welchen Schüler mit demselben Lernniveau aus verschiedenen Jahrgängen und Klassen zusammenarbeiten können. So werden die Lernenden von ihrem eigenen Lernstand aus unterrichtet und können sich gegenseitig motivieren. Seit kurzem wird den talentierteren Schülerinnen und Schülern mehr Beachtung geschenkt. Sie können an Lerncamps oder Wissenswettbewerben teilnehmen sowie in höheren Klassen unterrichtet werden.

## Bewertungssystem
Die Leistungen der Schüler der Folkeskole werden erst ab der 8. Klasse benotet. Bis einschließlich der 7. Klasse werden textbasierte Evaluationen erstellt. Für jeden Schüler wird einmal jährlich ein Lernplan („Elevplan“: Schülerplan) erstellt, dabei werden das Wissen und die Fähigkeiten der Lernenden von Lehrkräften und in Selbstevaluation eingeschätzt und als Grundlage für die weitere Planung und Organisation des Unterrichts genutzt. Diese Evaluationen dienen als Orientierung für die Schülerinnen und Schüler und deren Eltern. Es gibt keine einheitliche Form dieser Evaluationen, Lehrpersonen können jedoch auf einem nationalen Evaluationsportal auf verschiedene Materialien zurückgreifen.
Es gibt national durchgeführte, computerbasierte Test, die in folgenden Fächern und Klassenstufen durchgeführt werden müssen:
| Fach                         | Klassenstufe |
| ---------------------------- | ------------ |
| Dänisch (Schwerpunkt: Lesen) | 2, 4, 6, 8   |
| Englisch                     | 7            |
| Mathematik                   | 3, 6         |
| Geographie                   | 8            |
| Biologie                     | 8            |
| Physik/Chemie                | 8            |

Diese Tests werden bei der Durchführung, je nach dem Lernstand des Lernenden, individuell angepasst.
Nach der 9. Klasse wird eine Abschlussprüfung durchgeführt. Geprüft werden die Fächer Dänisch (schriftlich und mündlich), Mathematik (schriftlich), Englisch (mündlich), Naturwissenschaften/Chemie (mündlich), sowie zwei zufällig gewählte Fächer, dabei eines aus dem Bereich der Geistes- und eines aus dem Bereich der Naturwissenschaften. Darüber hinaus kann die Bewertung einer in der 9. Klasse stattfindenden Projektarbeit in das Abgangszeugnis aufgenommen werden. Nach der 10. Klasse ist eine weitere Prüfung auf freiwilliger Basis möglich, dabei können verschiedene (auch einzelne) Fächer und zudem eine Kombination von Prüfungen der 9. Und der 10. Klasse gewählt werden. Prüfungsleistungen werden anhand eines siebenstufigen Bewertungssystem benotet.

## Schule und Eltern
Ein Ziel der dänischen Folkeskole ist die Kooperation zwischen den Eltern und der Schule. Schüler und deren Eltern werden regelmäßig (mindestens zweimal im Jahr) über den erreichten Stand der Lernenden informiert. Bei diesen Besprechungen wird über die persönliche und soziale Entwicklung der Lernenden sowie über deren schulische Leistung gesprochen. In der Schulkonferenz (Schulkommission) haben die Eltern die Mehrheit. Die Schulkommission besteht aus 7 Mandaten der Eltern, 2 der Schülerschaft, 2 der Lehrpersonen und dem Schuldirektor, wobei diese Person bei Entscheidungen kein Mitspracherecht hat. Die Schülervertreter haben grundsätzlich dieselben Rechte wie die anderen Mitglieder. Die Überwachung und die Verbesserung der Schulaktivitäten gehören zu den Aufgaben und Zielen der Schulkommission.
Mit der nationalen Organisation „Skole og Forældre“ (Schule und Eltern) wird den Eltern eine weitere Möglichkeit geboten, sich bei Schulangelegenheiten einzubringen. Das Ziel dieser Organisation ist es, die positive Schule-Eltern-Kooperation zu stärken. Um dieses Ziel zu erreichen, bieten sie verschiedene Unterstützungsprogramme und Ausbildungsmöglichkeiten für ihre Mitglieder (Eltern von Schulkindern) an. Die Elternorganisation hat eine politische Macht, indem sie ihre Ideen bei dem Bildungsministerium vorbringen.

## Klassen und Lehrpersonen
2008 betrug die Anzahl der Lehrpersonen an der Folkeskole 50972.

### Klassen
Im Jahre 2008 existierten 28591 Klassen an der Folkeskole, in welchen durchschnittlich 20 Schüler pro Klasse unterrichtet wurden. Klassen sollen laut dem dänischen Bildungsministerium nicht mehr als 28 Lernende umfassen, nur in Einzelfällen werden bis zu 30 Schüler pro Klasse beschult.

### Die Rolle der Klassenlehrperson
Jede Folkeskole-Klasse hat einen Klassenlehrer, welche die Hauptverantwortung für die fachspezifische, sowie soziale Entwicklung der Schüler seiner Klasse übernimmt. Die Klassenlehrperson übernimmt zudem eine koordinative Rolle. Sie plant und organisiert den Unterricht sowie auch dessen Aspekt der Differenzierung, evaluiert den Lernerfolg der Lernenden und die Zusammenarbeit mit den anderen Lehrpersonen der Klasse. Zudem spielt sie eine wichtige Rolle in der Schule-Eltern-Kooperation. Die Gesamtheit der Aufgaben ist im Folkeskole-Reglement niedergeschrieben. Meist wird die Rolle von einer Lehrperson übernommen, die auch das Fach Dänisch unterrichtet.

### Assistenzlehrperson
Unterschiedliche sozioökonomische Hintergründe von Schülern stellen in der Schule eine Ungleichheit dar. Eine Methode, die das dänische Bildungsministerium lanciert hat, um diese Ungleichheiten zwischen den Lernenden zu reduzieren, ist der Einsatz von Assistenzlehrkräften. Sie unterstützt die Lehrperson in der Klasse sowie auch Schüler mit speziellen Bedürfnissen.